# Batradz Kokoyev
Bản mẫu:Eastern Slavic name
Batradz Alanovich Kokoyev (tiếng Nga: Батрадз Аланович Кокоев; sinh ngày 12 tháng 8 năm 1995) là một tiền vệ bóng đá người Nga. Anh thi đấu cho F.K. Khimki.

## Sự nghiệp
Anh có màn ra mắt tại Giải bóng đá Quốc gia Nga cho F.K. Alania Vladikavkaz vào ngày 7 tháng 8 năm 2013 trong trận đấu với F.K. Ufa.

## Cá nhân
Bố của anh Alan Kokoyev thi đấu ở Giải bóng đá ngoại hạng Nga cho FC Okean Nakhodka.